# Depolaryzacja (biologia)
Depolaryzacja – zmniejszenie ujemnego potencjału elektrycznego wewnątrz neuronu spowodowane napływem przez kanały jonowe w błonie komórkowej jonów sodu do cytoplazmy komórki (potencjał zmienia się średnio od −80 mV do +10 mV). Prowadzi ona do pobudzenia komórki nerwowej lub mięśniowej. Jeżeli wartość potencjału przekroczy wartość progową to dojdzie do przekazania informacji.